# L'Amour XXL
L'Amour XXL (Lying to Be Perfect) est un téléfilm américano-canadien réalisé par Gary Harvey, tiré du roman The Cinderella Pact de Sarah Strohmeyer, et diffusé le 30 janvier 2010 sur Lifetime et en France le 20 février 2012 sur TF1.

## Synopsis
Nola Devlin est une journaliste taille XXL dans un prestigieux magazine féminin. Elle rêve de tenir la nouvelle rubrique destinée à toutes les lectrices qui se sentent mal dans leur peau. Mais sa rédactrice en chef s'y oppose. Elle estime que Nola ne correspond pas aux critères, qu'elle est trop ronde pour avoir le poste. Nola et ses amies décident alors de changer. En chemin l'amour sera au rendez-vous.

## Fiche technique
- Réalisation : Gary Harvey
- Scénario : Nancey Silvers, d'après le roman de Sarah Strohmeyer
- Durée : 89 minutes
- Pays :  États-Unis,  Canada

## Distribution
- Poppy Montgomery (VF : Rafaèle Moutier) : Nola Devlin[2]
- Adam Kaufman (VF : Nicolas Djermag) : Chip / Alex
- Chelah Horsdal (VF : Laurence Bréheret) : Nancy
- Audrey Wasilewski : Deb
- Michelle Harrison (VF : Véronique Picciotto) : Lori DiGrigio
- Julia Anderson : Joy
- Mark Brandon : Ted
- Gabrielle Rose : Charlotte
- Andrew Mcilroy : Chester
- Tania Saulnier : Angie
- Michael Karl Richards : Josh
- Revard Dufresne : Entraineur
- Elizabeth Thai : Prothésiste ongulaire
- Christie Laing : Tish
- Dave Leach : Homme au cookie

 Source et légende : version française (VF) sur RS Doublage